# 유승 (한구희후)
유승(劉勝, ? ~ ?)은 전한 후기의 제후로, 조경왕의 손자이다.

## 행적
신작 3년(기원전 59년), 아버지 유언의 뒤를 이어 한구후(邯冓侯)에 봉해졌다. 시호를 희(釐)라 하였고, 작위는 아들 유도가 이었다.

## 출전
- 반고, 《한서》 권15하 왕자후표 下

| 선대 아버지 한구절후 유언 | 전한의 한구후 기원전 59년 ~ ? | 후대 아들 한구경후 유도 |